# Омаров Тукен Бігалійович
Тукен Бігалійович Омаров (12 березня 1935 — 21 липня 2013) — радянський і казахський астроном.

## Біографія
Народився в селі Ново-Покровка Семипалатинської області, в 1959 закінчив Московський університет. З 1959 працює в астрофізичному інституті АН Казахської РСР (у 1974–1984 — директор). Академік Національної академії наук Казахстану (2003). Установчий член Європейського астрономічного союзу (1992), член Комісії № 7 Міжнародного астрономічного союзу (1996), член Комітету з державних премій Республіки Казахстан в галузі науки, техніки та освіти при Кабінеті Міністрів РК.
Основні праці в області динаміки галактик і їхніх систем, релятивістським моделям надскупчень, динаміці подвійних зірок з корпускулярним випромінюванням і нестаціонарним задачам небесної механіки. Отримав узагальнення рівняння Лагранжа—Якобі для зоряної системи, що дисипує; досліджував динамічні особливості скупчень галактик у світі з гравітацією, яка послаблюються; вказав спосіб побудови функцій розподілу для гравітуючої системи з повною енергією, що не зберігається. Розглянув динаміку груп галактик з урахуванням космологічного фону випромінювання. Отримав рішення класичної задачі двох тіл усередині гравітуючої матерії світу Ейнштейна—де Сіттера; побудував метрику, що описує в рамках спільного рішення Толмена поле центральної маси на тлі розширення Всесвіту Фрідмана. Досліджував динамічну еволюцію подвійних зірок з ізотропним корпускулярним випромінюванням в тій узагальненої постановки задачі, коли враховується гравітаційний вплив членів системи на рух самих корпускул.
Нагороджений медаллю Польської АН (1979).